# Agrufeixe
Agrufeixe es un lugar español situado en la parroquia de Fustanes, del municipio de Gomesende, en la provincia de Orense, Galicia.

## Toponimia
El nombre del lugar puede aparecer referido por las grafías Agrofeixe y Agrufeixe.

## Historia
Hacia mediados del siglo XIX, el lugar, por entonces llamado Agrofeixe, era una aldea que ya perteneciente a la parroquia de Fustanes y al ayuntamiento de Gomesende, teniendo contabilizada una población de 84 habitantes. Aparece descrito en el primer volumen del Diccionario geográfico-estadístico-histórico de España y sus posesiones de Ultramar de Pascual Madoz de la siguiente manera:

AGROFEIXE: ald. en la prov. de Orense, ayunt. de Gomesende y felig. de S. Lorenzo de Fustanes (V.): pobl.: 21 vec.: 84 alm.
(Madoz, 1845, p. 119)

## Demografía
| Gráfica de evolución demográfica de Agrufeixe entre 2000 y 2022 |
|                                                                 |
| Datos según el nomenclátor publicado por el INE.                |